# いやいやえん
『いやいやえん』は、中川李枝子作、大村百合子絵による短編連作童話集（ISBN 978-4-8340-0010-8）。全7話で構成される。表題作は7話目。

## 概要
保育園に通う第一次反抗期の男児が主人公で、中川が働いていた保育園の子供たちをモデルとしていることから、保育園児・幼稚園児とその親からの共感の声が多い。
当時岩波少年文庫の編集者だったいぬいとみこが主宰していた同人「いたどり」の同人誌にて1959年7月に発表され、いぬいと児童文学者石井桃子のすすめで1962年12月25日に福音館書店創作童話シリーズから刊行。当時の福音館書店編集長・松居直は、「保育者の言葉で書かれた、日本で初めての童話」と評している。
中川の処女作ということで、いぬいに当初の原稿は保育園の生活記録みたいだと指摘され、執筆に苦労したという。
ロングセラーの絵本で、厚生大臣賞・NHK児童文学奨励賞・第10回サンケイ児童出版文化賞・野間児童文芸賞 推奨作品賞・全国学校図書館協議会選定 必読図書などを受賞しており、公共図書館でも幼児向けのおすすめ絵本として紹介されることが多い。
日本国外でも翻訳・出版されており、特にモスクワで出版された際には、初版30万部が1週間で完売し、市内の幼稚園ではクジラを釣る遊びが大流行した。

## あらすじ
ちゅーりっぷ保育園の年少組に通う主人公しげるは様々なことに「いやだ」とわがままを言い親の手を焼かせる。そんなある日、はるの先生の勧めで嫌いなことはせず好きなことだけをしていればよいという保育園「いやいやえん」に通わされることになる。そこではしげるの「赤は女の子の色だからいやだ」というわがままが許されるが、おやつの時間にリンゴがもらえなくなったり、クレヨンから赤を抜き取られ大好きな消防車の絵を描けなくなるなど困ったことになり、さらにその園でのいじめっ子、Mちゃんとも対立するのであった。

## その他
はるのはるこ先生のモデルは、中川が働いていた保育園の園長で、閉園後は整体師として活動する天谷保子。天谷には『ありのままがいちばん。』（2012年）、『お母さん入門』（2013年）の著書がある。
しげるが本来通う「ちゅーりっぷ保育園」は、同作家の別作品『おひさま はらっぱ』にも登場し、年少組が「ばらぐみ」、年長組が「ほしぐみ」という設定も本作と共通する。